# گراژینا ماژتس
گراژینا ماژتس (لهستانی: Grażyna Marzec؛ زادهٔ ۵ مه ۱۹۴۶) بازیگر اهل لهستان است.
از فیلم‌ها یا مجموعه‌های تلویزیونی که وی در آن‌ها نقش داشته‌است، می‌توان به عشق اول، پدر متیو، دوران افتخار، خانه کشیش، ع چون عشق، وینچی، در خوشی و سختی و طایفه اشاره نمود.